# ويليام إس. غراي
ويليام إس. غراي (بالإنجليزية: William S. Gray)‏ هو مونتير أمريكي، ولد في 26 أغسطس 1896 في مانهاتن في الولايات المتحدة، وتوفي في 16 ديسمبر 1946 في لوس أنجلوس في الولايات المتحدة.

## وصلات خارجية
- ويليام إس. غراي على موقع IMDb (الإنجليزية)
- ويليام إس. غراي على موقع ألو سيني (الفرنسية)
- ويليام إس. غراي على موقع أول موفي (الإنجليزية)
- ويليام إس. غراي على موقع قاعدة بيانات الأفلام السويدية (السويدية)
- ويليام إس. غراي على موقع قاعدة بيانات الفيلم (الإنجليزية)
- ويليام إس. غراي على موقع كينوبويسك (الروسية)